# Gleichstellung der Geschlechter in Ruanda
Die Gleichstellung der Geschlechter in Ruanda ist weit fortgeschritten. Laut dem Global Gender Gap Report von 2018 gehört Ruanda zu den führenden Ländern in Bezug auf die Gleichstellung der Geschlechter. Dieser Gedanke entstand nach dem Völkermord an den Tutsi im Jahr 1994. Die Regierung setzt sich für die Gleichberechtigung von Frauen und Männern ein. Diese Ideen werden durch die Rolle der ruandischen Frauen in der Regierung, die Achtung der Bildung von Frauen und der Rolle der Frauen im ruandischen Gesundheitswesen zum Ausdruck gebracht.

## Gleichstellung der Geschlechter in der ruandischen Regierung
| Senat | Senat  | Senat                                                 | Abgeordnetenkammer | Abgeordnetenkammer | Abgeordnetenkammer           |
| Wahl  | Anteil | Senatspräsident (m, w)                                | Wahl               | Anteil             | Parlaments- präsident (m, w) |
| ----- | ------ | ----------------------------------------------------- | ------------------ | ------------------ | ---------------------------- |
|       |        |                                                       | 2003               | 48 %               | Alfred Mukezamfura (m)       |
| 2003  |        | Vincent Biruta (m)                                    | 2008               | 64 %               | Rose Mukantabana (w)         |
| 2011  |        | Jean-Damascène Ntawukuriryayo (m), Bernard Makuza (m) | 2013               | 63,75 %            | Donatille Mukabalisa (w)     |
| 2019  |        | Augustin Iyamuremye (m), François-Xavier Kalinda (m)  | 2018               | 61,3 %             | Donatille Mukabalisa (w)     |
| 2024  | 53,8 % | François-Xavier Kalinda (m)                           | 2024               | 63,8 %             | Gertrude Kazarwa (w)         |

Die ruandische Regierung hat sich zum Ziel gesetzt, dass mindestens 30 Prozent der Parlamentsmitglieder beider Kammern Frauen sind. In der 80-köpfigen Abgeordnetenkammer, dem Unterhaus Ruandas, waren nach der Wahl 2003 48 Prozent der Mitglieder weiblich. Nach der nächsten Wahl 2008 waren es 64 Prozent. Nach der Parlamentswahl 2013 gingen 63,75 Prozent der 80 Sitze in der Abgeordnetenkammer an Frauen, 2018 61,3 Prozent und 2024 63,8 Prozent, sodass Ruanda weiterhin das Land mit dem höchsten Frauenanteil der Welt blieb. Im Senat, dem Oberhaus Ruandas, waren nach der Senatswahl im September 2024 mit 14 von 26 Senatoren bzw. einem Anteil von 53,8 % erstmals mehr als die Hälfte der Sitze von Frauen besetzt.
Innerhalb der ruandischen Regierung gibt es ein Ministerium für Gender- und Familienförderung, ein Gender-Monitoring-Büro und die Verpflichtung zur geschlechtsspezifischen Budgetierung, die die Förderung der Gleichstellung der Geschlechter gewährleistet. Die Regierung unterstützt Programme wie Women for Women International Rwanda, das sich darauf konzentriert, die Frauen des Landes wirtschaftlich unabhängig zu machen. Eine wichtige Neuerung besteht darin, dass Frauen das gleiche Recht wie Männer haben, Land zu erben, und dass sie auch in anderen Bereichen, wie z. B. in einigen Regierungsämtern, beim Militär und im Bildungswesen, gleichgestellt sind.

## Vergewaltigungen während des Völkermordes
Vergewaltigungen wurden während des Völkermords in Ruanda von Hutu-Männern eingesetzt, um Macht und Kontrolle über Tutsi-Frauen zu erlangen. Dieser Akt wurde sogar von führenden Politikern als Kriegswaffe gefördert. Die prominente Hutu-Ministerin für Familien- und Frauenangelegenheiten in Ruanda, Pauline Nyiramasuhuko, ermutigte Hutu-Männer, indem sie Verhütungsmittel für Vergewaltigungen verteilte. Nyiramasuhuko wurde mit den Worten zitiert: „Bevor ihr die Frauen tötet, müsst ihr sie vergewaltigen.“
Die Vereinten Nationen gehen davon aus, dass während des Völkermords etwa 250.000 bis 500.000 Frauen vergewaltigt wurden. Zu Beginn der Aufarbeitung der während des Völkermords begangenen Verbrechen wurde Vergewaltigung nach ruandischem Recht lediglich als Verbrechen der Kategorie vier eingestuft. Demnach ähneln solche Delikte in ihrer Schwere dem Diebstahl von Eigentum. Die Sozialarbeiterin Godeliève Mukasarasi erkannte diese Ungerechtigkeit und versammelte Überlebende des Völkermords, um ihre Geschichten im Parlament vorzutragen. Mukasarasis Arbeit ermöglichte es den Mitgliedern des Parlaments, die Schwere von Vergewaltigungen in Kriegen und Völkermorden zu erkennen. Das ruandische Parlament änderte diesen Akt im Völkermordgesetz von einem Verbrechen der Kategorie vier zu einem der Kategorie eins. Folglich werden Vergewaltigungen auf die gleiche Stufe gestellt mit der Tötung eines Menschen während eines Völkermordes.
Godelieve Mukasarasi hat auch ein Programm namens SEVOTA ins Leben gerufen, um Frauen und Kindern, die von Vergewaltigung und Völkermord betroffen sind, bei der Verarbeitung ihres Traumas zu helfen. SEVOTA steht für Solidarity for the Blooming of the Widows and the Orphans (Solidarität für das Aufblühen der Witwen und Waisen) und zielt auf Arbeit und Selbstförderung ab. Ihr Programm nutzt die Kunst und die Gemeinschaft in kleinen Gruppen, um Frauen und Kindern zu helfen, ihre Erfahrungen zu teilen und das Stigma der sexuellen Gewalt zu brechen. Dieses Programm hilft auch dabei, Beziehungen zwischen Kindern, die nach einer völkermörderischen Vergewaltigung geboren wurden, und ihren Müttern herzustellen. SEVOTA gibt ruandischen Frauen und Überlebenden die Mittel an die Hand, um über Vergewaltigung und sexuelle Übergriffe zu sprechen, um die gesellschaftliche Scham zu überwinden und die Betroffenen zu stärken.

## Rolle der Frauen beim Wiederaufbau nach dem Bürgerkrieg
Die meisten derjenigen, die starben, die nach ihrer Flucht nicht zurückkehrten oder die wegen Völkermordes inhaftiert wurden, waren Männer. Unmittelbar nach dem Krieg machten Frauen und Mädchen etwa 70 Prozent der Bevölkerung aus. Dies führte dazu, dass Frauen eine Vielzahl von Rollen übernahmen, die zuvor von Männern ausgeübt worden waren, z. B. als Haushaltsvorstände, Gemeindevorsteher und Geldgeber. Darüber hinaus beteiligten sie sich an Hilfs- und Wiederaufbaumaßnahmen wie der Bestattung von Leichen, der Suche nach einem Zuhause für fast 500.000 Waisen und dem Bau von Unterkünften. Obwohl Frauen neben ihren Brüdern, Vätern und Söhnen ebenfalls am Völkermord beteiligt waren, machten sie nur 2,3 Prozent der des Völkermordes Verdächtigen aus. Zum Teil deshalb, weil sie nicht in gleichem Maße belastet wurden, wurden ihnen mehr Aufgaben der Versöhnung und des Wiederaufbaus anvertraut.

## Erfahrung körperlicher Gewalt
Im Jahr 2018 gaben 23,5 % der Frauen im Alter von 15 bis 49 Jahren an, in den letzten 12 Monaten körperlicher und/oder sexueller Gewalt durch einen aktuellen oder ehemaligen Partner ausgesetzt gewesen zu sein. Nach dem Bericht der nationalen Statistikbehörde Ruandas für 2019–2020 gaben 37 % der Frauen und 30 % der Männer im Alter von 15 bis 49 Jahren an, seit einem Alter von 15 Jahren in ihrem Leben körperliche Gewalt erlebt zu haben und 16 % bzw. 9 % innerhalb der letzten 12 Monate. Bei den Frauen wurde gegenüber 2014–15 damit ein Anstieg von 35 % auf 37 % verzeichnet, wohingegen der Anteil bei den Männern von 39 % auf 30 % deutlich sank. 6 % der Frauen, die bereits eine Schwangerschaft durchlebt hatten, gaben an währenddessen körperliche Gewalt erlebt zu haben.

## Bildung
Die Abschlussquote von Grundschülern in Ruanda lag 2020 bei 68 Prozent für Jungen und bei 74 Prozent für Mädchen. Eine Sekundarschulabschluss erreichten 39 Prozent der Jungen und Mädchen. Eine höhere Schule besuchten 2021 unter den Männern 8 Prozent und bei den Frauen 7 Prozent.